# Mournans-Charbonny
Mournans-Charbonny é uma comuna francesa na região administrativa de Borgonha-Franco-Condado, no departamento de Jura. Estende-se por uma área de 5,06 km². Em 2010 a comuna tinha 94 habitantes (densidade: 18,6 hab./km²).